# Michael G. Wagner

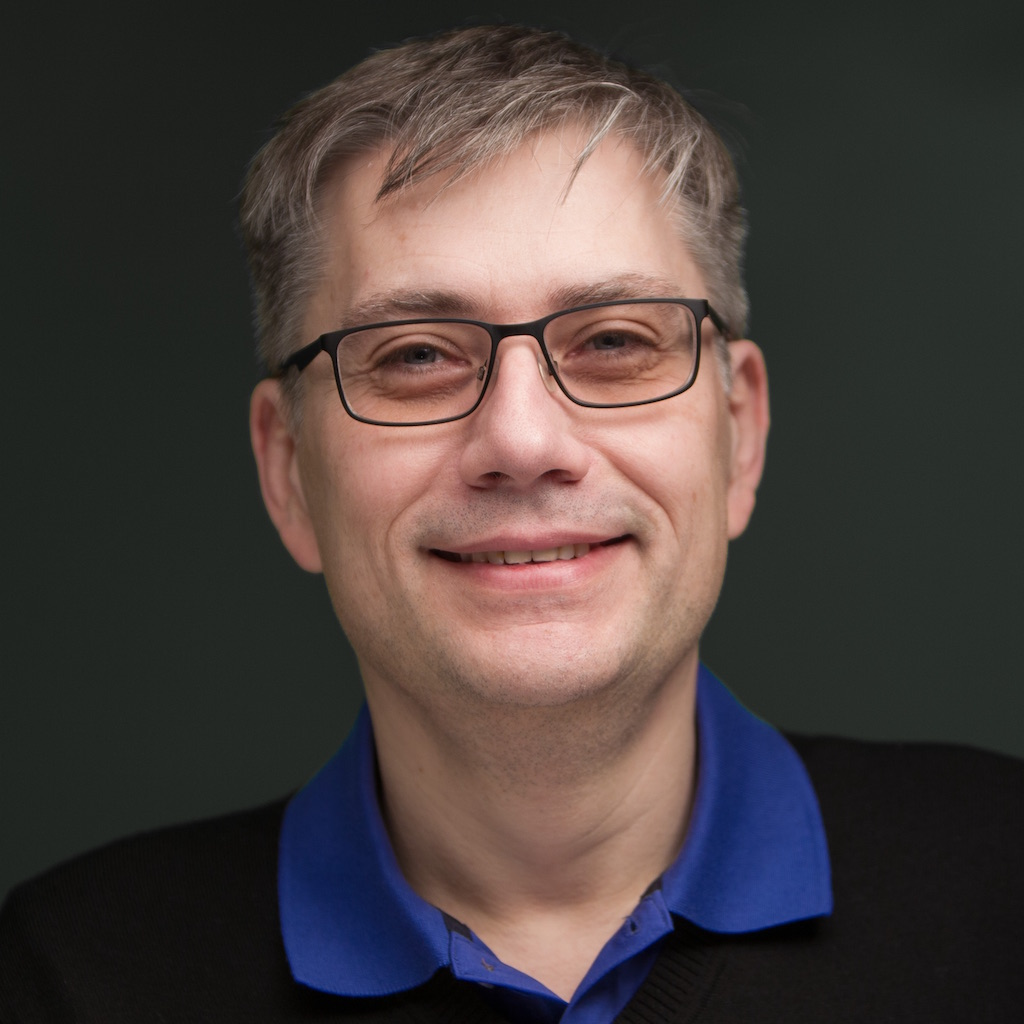
Michael G Wagner

Michael Gerhard Wagner (* 24. April 1967) ist ein österreichischer Medienpädagoge.

## Leben
Nach seiner Schulzeit in St. Pölten studierte Wagner Mathematik und Darstellende Geometrie auf Lehramt an der Technischen Universität Wien (TU Wien) und schloss 1990 mit dem Magister ab. von 1990 bis 1994 wirkte er als Lehrer für Mathematik und Darstellende Geometrie in Wien. 1994 wurde er an der TU Wien zum Dr. rer. nat. promoviert. 
Von 1991 bis 1997 war er als Universitätsassistent am Institut für Geometrie der TU Wien tätig, an der er sich im Jahr 2000 im Fach Computergeometrie habilitierte. 1997 ging er für knapp fünf Jahre als Professor für Computergrafik an die Arizona State University. Zurück in Österreich übernahm er 2003 die Leitung des Zentrums für Bildung und Medien an der Donau-Universität Krems und war dort außerdem von 2008 bis September 2010 Vorsitzender des Akademischen Senats. 2005 übernahm Wagner an dieser Universität die Universitätsprofessor für  Technologieunterstütztes Lernen und Multimedia. 
Wagner war von 2010 bis 2012 Rektor der Kirchlichen Pädagogischen Hochschule Wien/Krems. Seit 2012 ist er Professor für Digitale Medien am Antoinette Westphal College of Media Arts & Design der Drexel University.

## Forschung
Wagners Forschungsschwerpunkte liegen in den Bereichen Game Studies, E-Learning und Social Media. Der von ihm entwickelte lerntheoretische Zugang zum Game Based Learning war Grundlage für die Entwicklung des mit dem Deutschen Entwicklerpreis ausgezeichneten Physiklernspiels Ludwig.

## Schriften (Auswahl)
- On the Scientific Relevance of eSports. Konferenzschrift International Conference on Internet Computing & Conference on Computer Games Development, ICOMP, Las Vegas, Nevada, USA, Juni 2006, ISBN 1-60132-005-1.
- Computer Games and the Three Dimensions of Reading Literacy. In: Proceedings of the 2006 ACM Siggraph Symposium on Videogames. 2006, ISBN 1-59593-386-7.
- mit S. Zauchner, K. Siebenhandl: Gender in E-Learning and Educational Games. 2007, ISBN 3706543656.
- mit K. Schrier, C. Swain: Proceedings of the 2008 ACM Siggraph symposium on Video games. 2008, ISBN 978-1-60558-173-6.
- mit Ch. Swertz: Game\\Play\\Society. Kopäd., 2010, ISBN 3-86736-240-8.